# Rip Curl Pro Bells Beach 2008 (hommes)
Le Rip Curl Pro Surf 2008 est le deuxième des 11 événements du Championnat du monde de surf ASP 2008.
Il s'est déroulé du 18 au 29 mars 2008 à Torquay, Australie.

## Participants
- Absents du TOP45 : Aritz Aremburu  blessé remplacé par Nic Muscroft  remplaçant ASP.
- Donc 3 places à attribuer :
  - 3 Wild card : Stuart Kennedy , Nathan Hedge  et Troy Brooks .

## Finale
```
27 mars 2008
 à Bells Beach, vagues 4–6 feet, couvert, vent cisaillant, bonne conditions.
```

1er - 1200 pts - 30 000$   -   2e 1032 pts - 18 000$. 
| Finale |   |               |  |       |
|        | 2 | Bede Durbidge |  | 15.16 |
|        | 1 | Kelly Slater  |  | 15.63 |